# Aurilândia

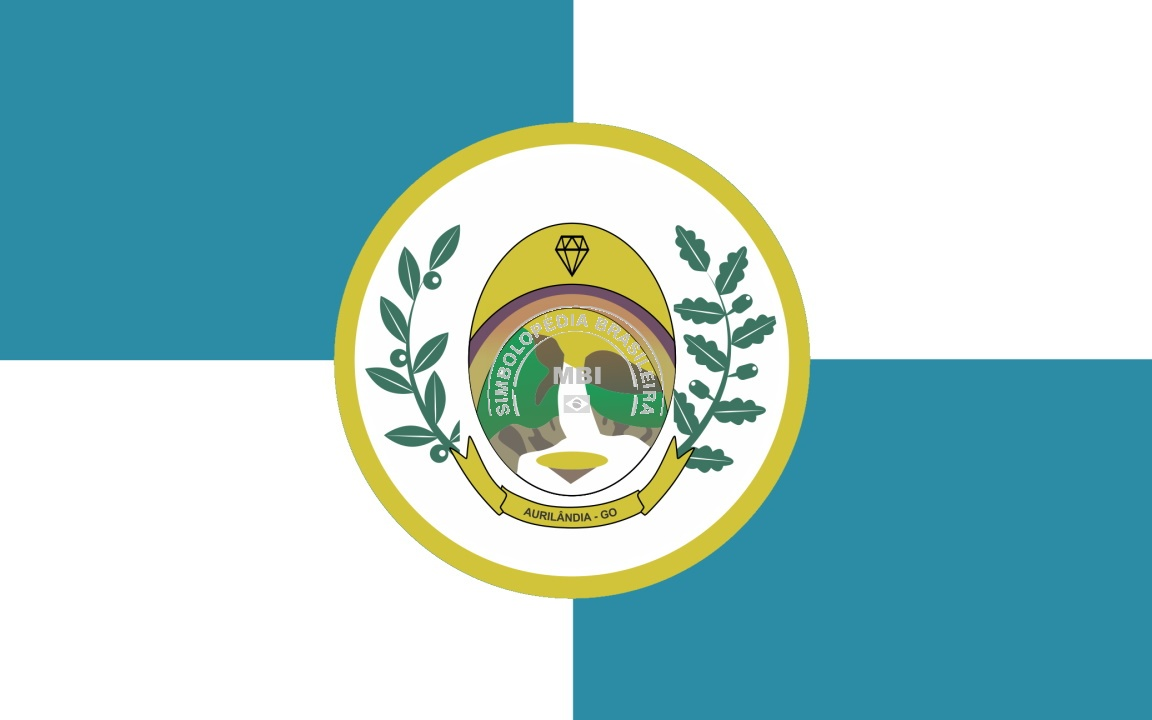
Bandera del municipio de Aurilândia.

Aurilândia es un municipio brasileño del estado de Goiás. Su población estimada en 2010 según el IBGE era de 3 650 habitantes.

## Historia
La ciudad de Aurilândia, tuvo su inicio con el descubrimiento de la minería de oro, entre el río São Domingos y el arroyo Santa Luzia, en el municipio de Paraúna, una región fértil y fuertemente irrigada. Con la constante afluencia de familias, atraídas por el minería, se formó el poblado, que recibió el nombre de Santa Luzia, en honor a la patrona del lugar y el nombre del arroyo próximo. Cansados de la minería, los habitantes se cambiaron a las actividades agrícolas, lo que motivó un nuevo impulso para la población, la que fue elevada a distrito, con el nombre de Marilândia.